# Parachimarrhis breviloba
Parachimarrhis breviloba là một loài thực vật có hoa trong họ Thiến thảo. Loài này được Ducke mô tả khoa học đầu tiên năm 1922.